# Zosterop gros de Lifou
El zosterop gros de Lifou (Zosterops inornatus) és un ocell de la família dels zosteròpids (Zosteropidae).

## Hàbitat i distribució
Habita boscos i vegetació secundària de Lifou, a les illes de la Lleialtat.